# Fora de comptes
Fora de comptes (títol original en anglès, Due Date) és una comèdia estatunidenca dirigida per Todd Phillips i estrenada el 2010. Va emetre's per primera vegada en català a TV3 l'any 2013.

## Argument
Dirigida per Todd Phillips, Fora de comptes és protagonitzada per Robert Downey Jr. i Zach Galifianakis en el paper de dos insòlits companys que es troben junts en un viatge per carretera que resulta tan escandalós com decisiu per les seves vides. Downey interpreta Peter Highman, un il·lusionat futur pare, la dona del qual surt de comptes en només cinc dies. Quan Peter s'apressa a agafar un vol a casa des d'Atlanta per poder estar al seu costat quan doni a llum, les seves millors intencions es giren per culpa d'una trobada fortuïta amb el jove aspirant a actor Ethan Tremlay (Galifianakis), que obliga Peter a fer autoestop amb Ethan. El resultat en va ser un viatge de costa a costa que deixarà destrossats diversos cotxes, nombroses amistats i l'última escletxa de tranquil·litat de Peter.

## Repartiment
- Robert Downey, Jr.: Peter Highman
- Zach Galifianakis: Ethan Tremblay / Ethan Chase
- Michelle Monaghan: Sarah Highman
- Juliette Lewis: Heidi
- Jamie Foxx: Darryl
- RZA: Marshall
- Matt Walsh: Agent TSA
- Danny McBride: Lonnie
- Todd Phillips: Barry
- Mimi Kennedy: Àvia de Sarah
- Keegan-Michael Key: Nou Father
- Aaron Lustig: Dr. Greene
- Nathalie Fay: Ajudant de vol
- Sharon Morris: raig X de l'aeroport
- Marco Rodríguez: Agent Federal
- Howard Fine: Ell mateix (veu)
- Charlie Sheen: Charlie Harper (Cameo)
- Jon Cryer: Alan Harper (Cameo)

## Galeria

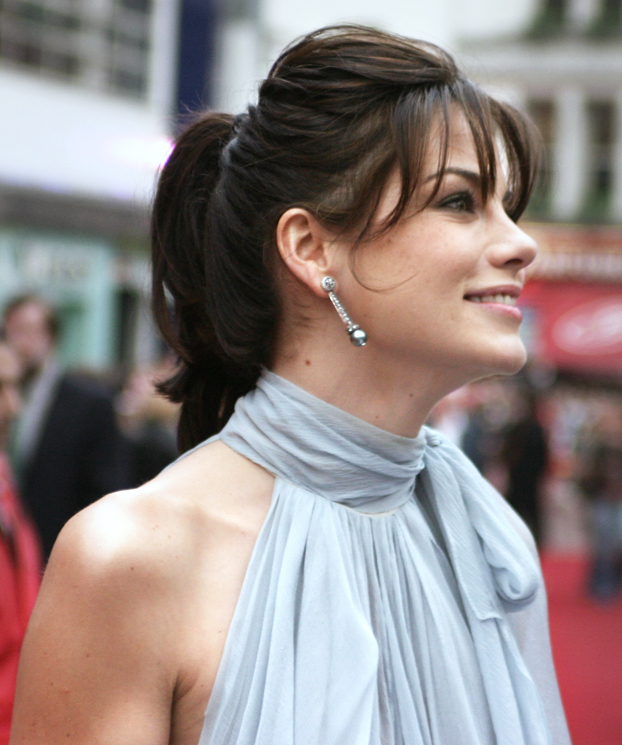
Michelle Monaghan
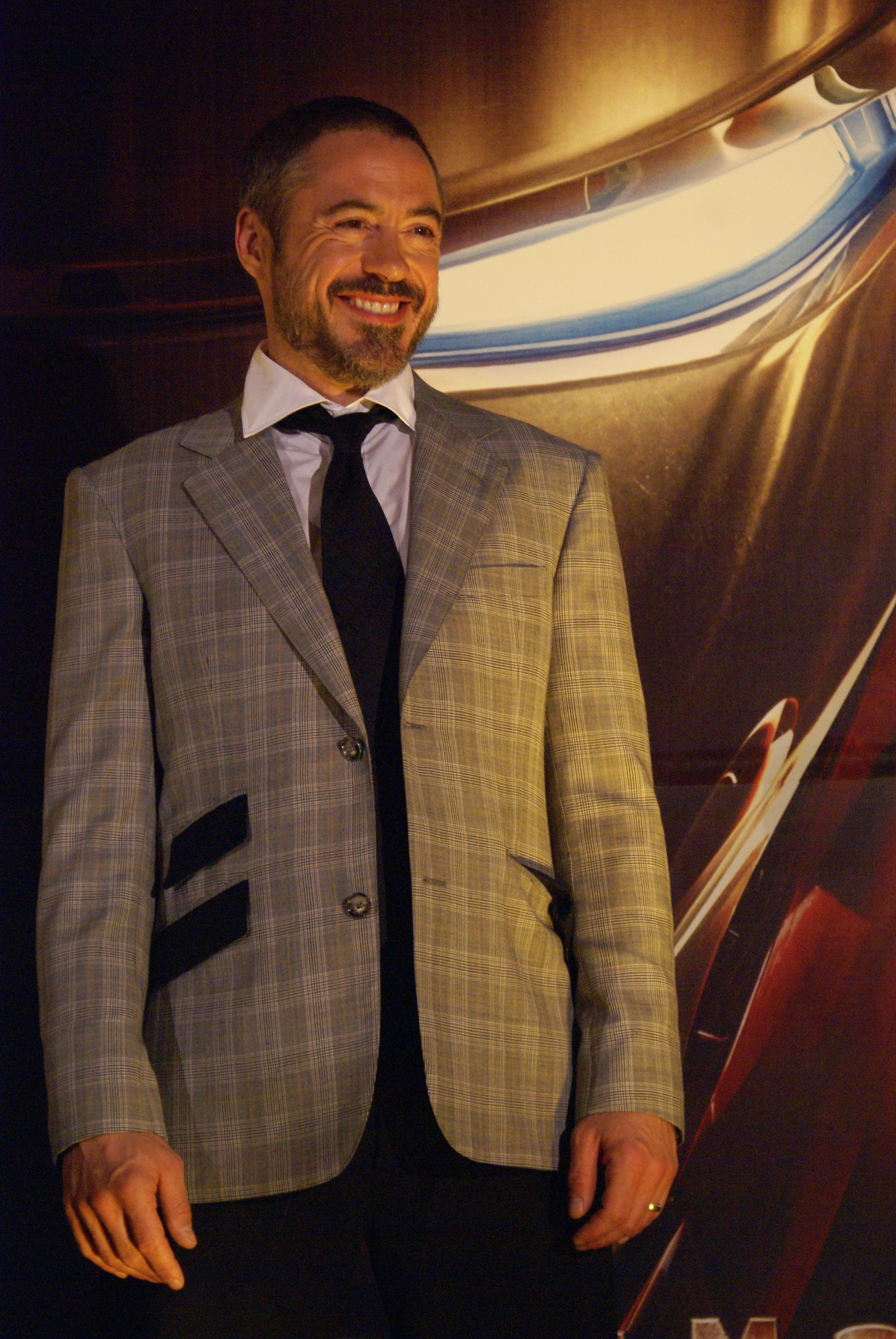
Robert Downey Jr
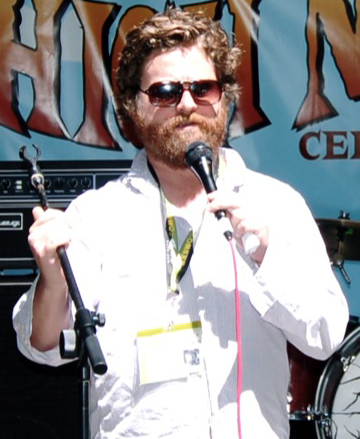
Zach Galifianakis